# Donna (keresztnév)
A Donna olasz eredetű név, a jelentése úrnő, asszony.

## Gyakorisága
Az 1990-es években szórványos név, a 2000-es években nem szerepel a 100 leggyakoribb női név között.

## Névnapok
ajánlott névnap
- július 30.[2]

## Híres Donnák
- Donna Summer amerikai énekesnő